# Onufryjewo
Onufryjewo [ɔnufrɨˈjɛvɔ] (deutsch Onufrigowen, 1929 bis 1945 Rehfelde) ist ein Dorf in der polnischen Woiwodschaft Ermland-Masuren. Es gehört zur Gmina Ruciane-Nida (Stadt- und Landgemeinde Rudczanny/Niedersee-Nieden) im Powiat Piski (Kreis Johannisburg).

## Geographische Lage
Onufryjewo liegt zwischen dem Beldahn- (polnisch Jezioro Bełdany) und dem Warnoldsee (Jezioro Warnołty) im südlichen Osten der Woiwodschaft Ermland-Masuren. Die frühere Kreisstadt Sensburg (polnisch Mrągowo) ist 28 Kilometer in nordwestlicher Richtung entfernt, die heutige Kreismetropole Pisz (deutsch Johannisburg) 16 Kilometer in südöstlicher Richtung.

## Geschichte
Die einstige kleine Siedlung wurde in den beginnenden 1830er Jahren von den Philipponen, einer Sekte der nach hier eingewanderten Altgläubigen, gegründet. Es war die erste Siedlung im Kreis Sensburg, die hier entstand und der noch weitere folgen sollten. Gründer war der Philippone Onufry Jakowlew (auch: Jakublew) aus dem polnischen Pogorzelec. Nach ihm hieß der Ort bis 1835 auch Jakublewen, danach dann Onufrigowen. Der Gumbinner Regierungspräsident nennt Onufrigowen 1835 ein neu gegründetes „Etablissement“, das als eigenständige Kommune anerkannt wird. Am 20. Oktober 1874 wurde aus Onufrigowen und der ebenfalls von den Philipponen gegründeten Siedlung Piasken (polnisch Piaski) die neue Landgemeinde Piasken-Onufrigowen gebildet, die in den Amtsbezirk Guszianka (polnisch Guzianka) eingegliedert wurde. Er war – 1938 in „Amtsbezirk Guschienen“ umbenannt – bis 1945 Teil des Kreises Sensburg im Regierungsbezirk Gumbinnen (ab 1905: Regierungsbezirk Allenstein) in der preußischen Provinz Ostpreußen. Im Jahre 1910 zählte Piasken-Onufrigowen 143 Einwohner. 
Aufgrund der Bestimmungen des Versailler Vertrags stimmte die Bevölkerung im Abstimmungsgebiet Allenstein, zu dem Onufrigowen gehörte, am 11. Juli 1920 über die weitere staatliche Zugehörigkeit zu Ostpreußen (und damit zu Deutschland) oder den Anschluss an Polen ab. In Onufrigowen stimmten 100 Einwohner für den Verbleib bei Ostpreußen, auf Polen entfielen keine Stimmen.
Die Gemeinde vergrößerte sich am 30. September 1929 um den Nachbargutsbezirk Warnold (polnisch Warnowo). Mit gleichem Datum erhielt die Landgemeinde den neuen Namen „Rehfelde“. Ihre Einwohnerzahl belief sich 1933 auf 267 und 1939 auf 268.
1945 kam das gesamte südliche Ostpreußen in Kriegsfolge zu Polen. Somit auch Rehfelde mit seinen beiden Ortschaften Piasken und Onufrigowen. Beide Ortschaften wurden wieder verselbständigt und erhielten die polnischen Namensformen „Piaski“ und „Onufryjewo“. Letztere ist heute Sitz eines Schulzenamtes (polnisch Sołectwo) und als solches eine Ortschaft im Verbund der Stadt- und Landgemeinde Ruciane-Nida (Rudczanny/Niedersee-Nieden) im Powiat Piski (Kreis Johannisburg), bis 1998 der Woiwodschaft Suwałki, seither der Woiwodschaft Ermland-Masuren zugehörig. 2011 betrug die Einwohnerzahl Onufryjewos 106.

## Religionen
Bis 1945 war Onufrigowen (Rehfelde) in die evangelische Dorfkirche Groß Weissuhnen in der Kirchenprovinz Ostpreußen der Kirche der Altpreußischen Union sowie in die katholische Pfarrkirche Sensburg im Bistum Ermland eingepfarrt. 
Heute orientieren sich die katholischen Einwohner Onufryjewos zur Pfarrkirche in Ruciane-Nida im Bistum Ełk der römisch-katholischen Kirche in Polen. Evangelischerseits gehört der Ort zur Dorfkirche Wejsuny, einer Filialkirche der Pfarrei in Pisz innerhalb der Diözese Masuren der Evangelisch-Augsburgischen Kirche in Polen.

## Verkehr
Die Nebenstraße von Wejsuny ((Groß) Weissuhnen) nach Wierzba (Wiersba, 1938 bis 1945 Beldahnsee) führt durch den Ort. Auch gibt es eine Landwegverbindung von Piaski (Piasken) nach Onufryjewo.